# Ordine della regina Maria Luisa
L'Ordine della regina Maria Luisa, anche Reale Ordine delle Dame Nobili della regina Maria Luisa è un ordine cavalleresco femminile fondato nel 1792 dal re Carlo IV di Spagna ed ancora esistente oggi.

## L'Ordine

### Storia
L'Ordine della regina Maria Luisa fu istituito tramite decreto del 21 aprile 1792  da Carlo IV di Spagna, su richiesta della consorte Maria Luisa di Borbone-Parma. La sovrana volle la costituzione dell'ordine per onorare le principesse legate alla Casa reale e le nobildonne che si sarebbero distinte per le loro qualità ed i loro servizi. Era definito come ordine esclusivamente femminile, il cui Gran maestro era direttamente la Regina di Spagna. Nel 1796, re Carlo IV elevò l'ordine al rango nobiliare, concedendo alle sue detentrici e alle loro consorti il trattamento protocollare di eccellenza. 

Con la conquista francese della Spagna e l'ascesa al trono di Giuseppe Bonaparte, il 18 settembre 1809 venne firmato un decreto che sciolse tutti gli ordini militari, incluso quello femminile di Maria Luisa, ad eccezione dell'ordine del Toson d'Oro. Tale misura fu revocata dopo l'espulsione di Bonaparte dalla Spagna e la restaurazione borbonica, con il ritorno di Ferdinando VII di Spagna. Con un decreto reale del 28 ottobre 1851, i membri dell'Ordine erano tenuti al pagamento di 3.000 reais, da effettuarsi entro tre mesi; i non paganti avrebbero cessato di essere membri. La nuova Seconda repubblica spagnola, tramite un decreto del 24 luglio 1931, senza fare alcun riferimento esplicito a quest'Ordine, lo abolì di fatto come istituzione ufficiale. Tuttavia, sia Alfonso XIII di Spagna, fino al gennaio 1941, che suo figlio Giovanni, conte di Barcellona continuarono a concedere l'ordine. Attualmente, e secondo gli statuti, esiste un'unica classe ovvero quella di Nobile Donna, limitata a 30 membri, salvo espressa volontà del monarca, anche se comunque l'ordine è inattivo dalla rinuncia del conte Giovanni il 14 maggio 1977.
Le donne premiate con questa onorificenza la ricevono normalmente durante una cerimonia di investitura formale descritta nello statuto, nelle stanze private della Regina a Palazzo Reale, salvo in caso di grave malattia o disabilità. Molte donne di molti paesi hanno ricevuto questa onorificenza, uno dei maggiori riconoscimenti che la monarchia spagnola può conferire alle donne in riconoscimento dei loro "servizi, azioni e qualità".

### Classe e insegne

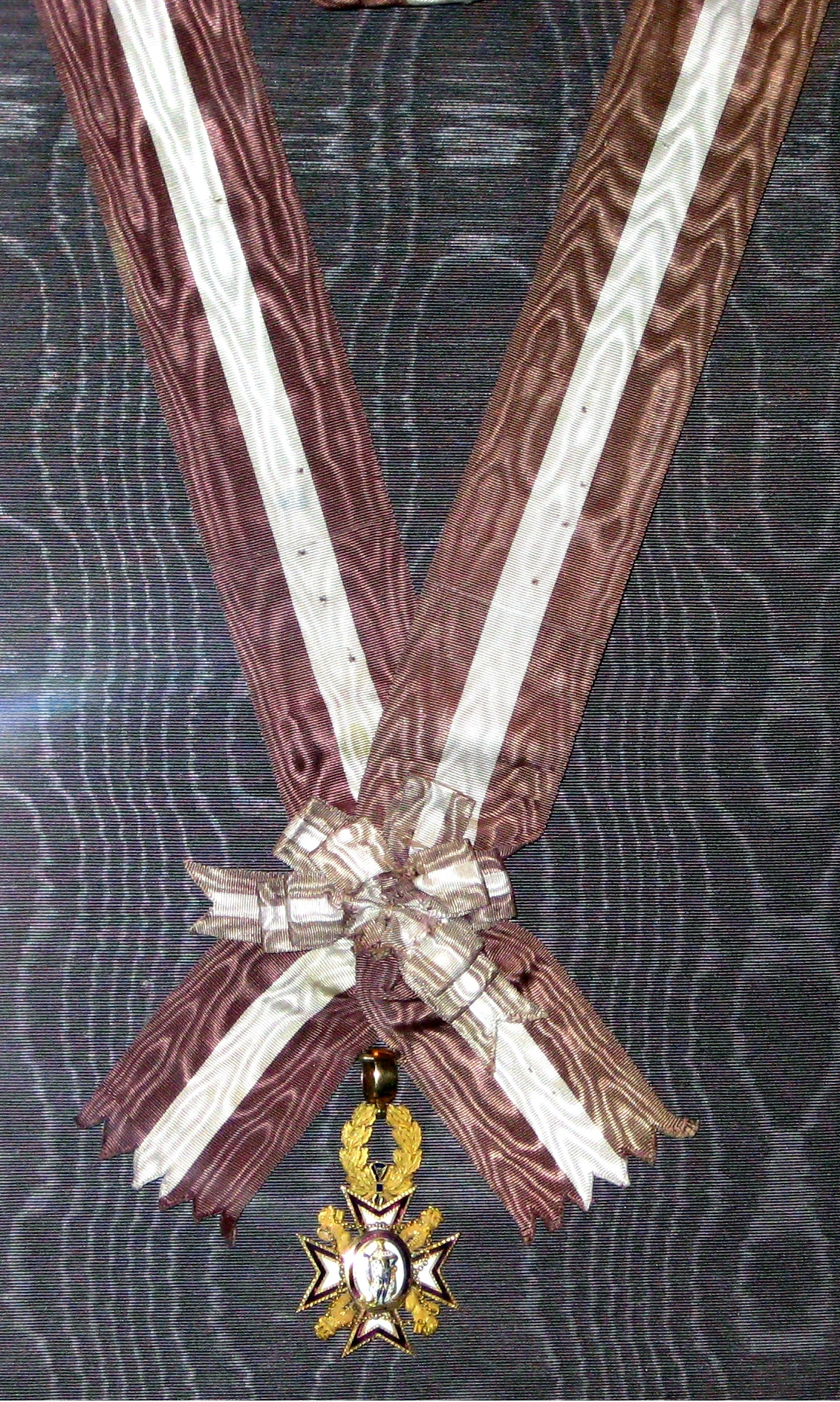
L'insegna di Nobil Donna dell'Ordine della regina Maria Luisa, croce e fascia.

L'insegna dell'Ordine della regina Maria Luisa è costituita da una croce maltese d'oro smaltata di bianco e bordata di blu. Al centro è raffigurato San Ferdinando III di Castiglia, mentre ai lati della croce, in posizione chiastica, vi sono due leoni e due torri, congiunti da catene. L'insegna è issata al nastro, che è formato dal colore bianco circondato da strisce viola, tramite un pendaglio a forma di corona d'alloro. Sul retro vi è la figura della regina Maria Luisa con la scritta "Real Orden de la Reyna Maria Luisa" ("Reale Ordine della Regina Maria Luisa").

Gran maestre dell'Ordine della regina Maria Luisa:

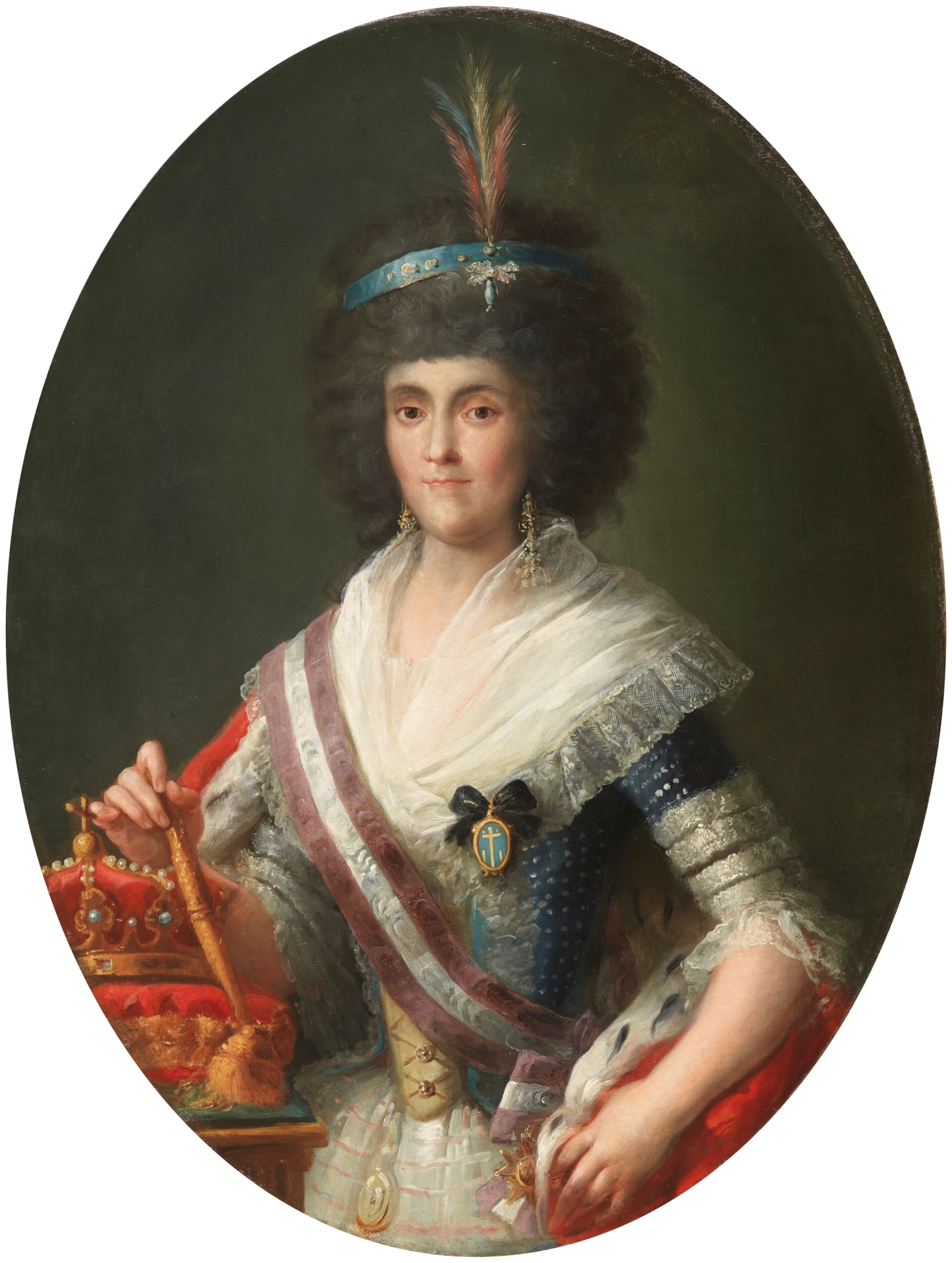
Maria Luisa di Parma (fondatrice dell'Ordine)
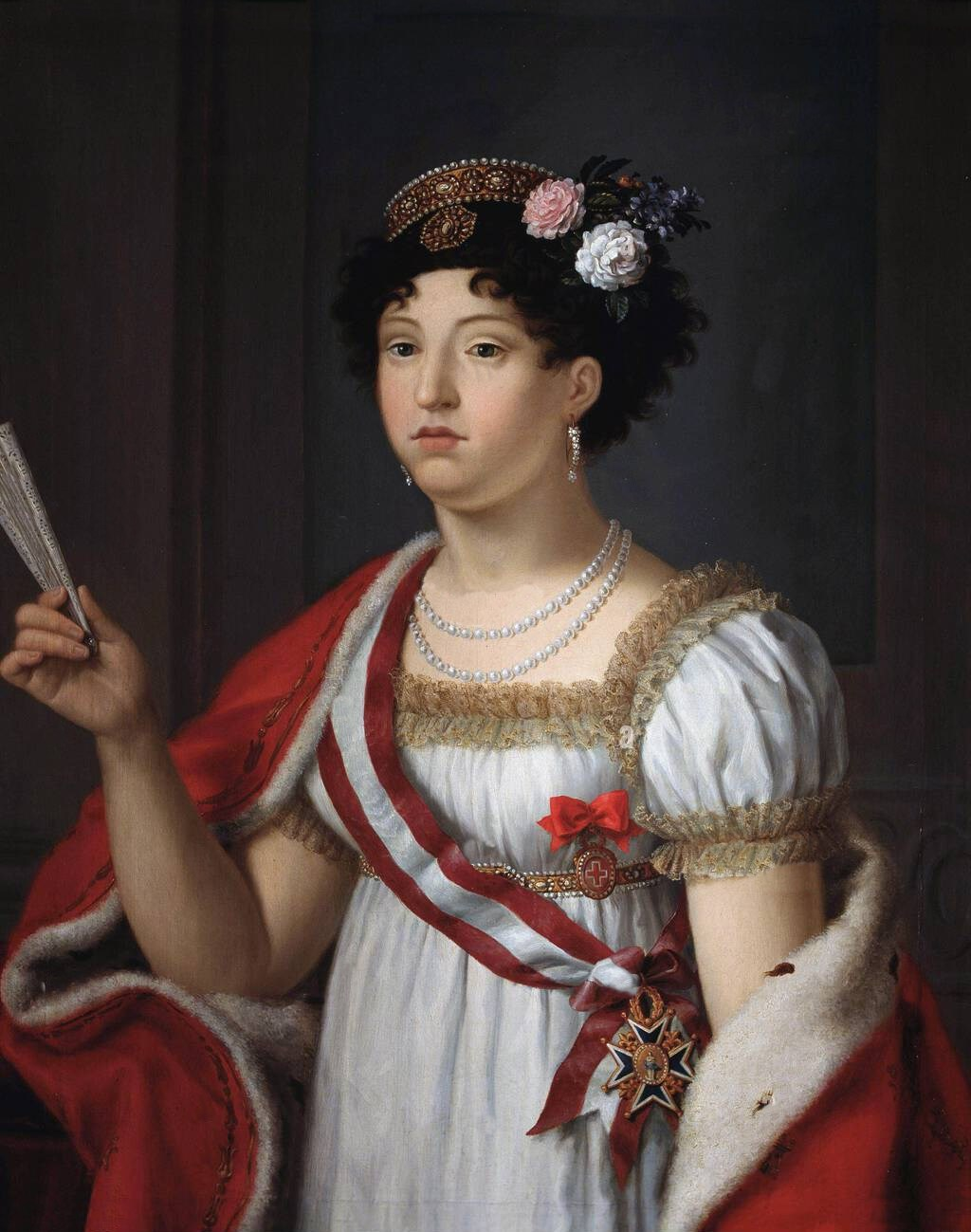
Maria Isabella di Spagna
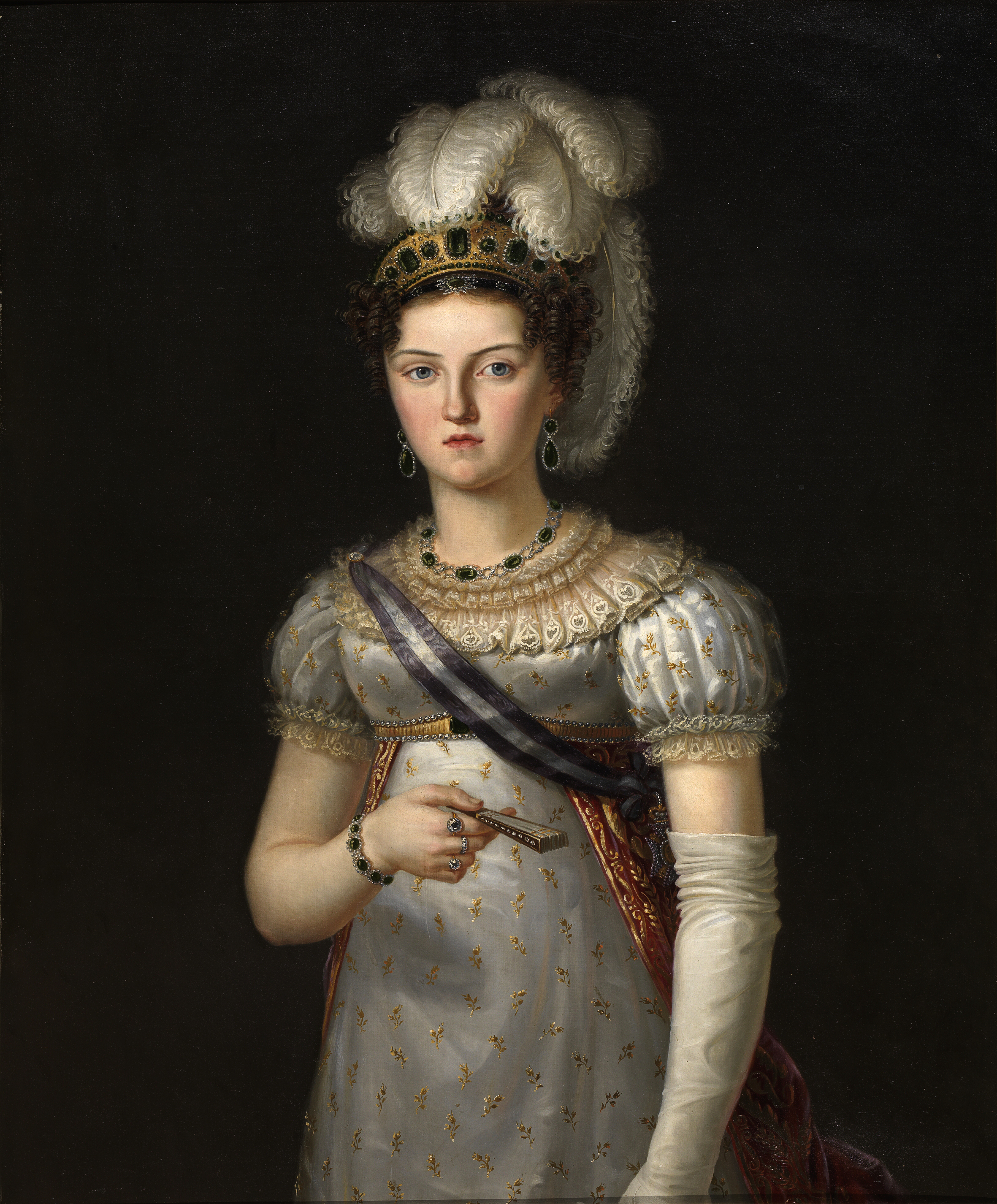
Maria Giuseppa di Sassonia (1803-1829)
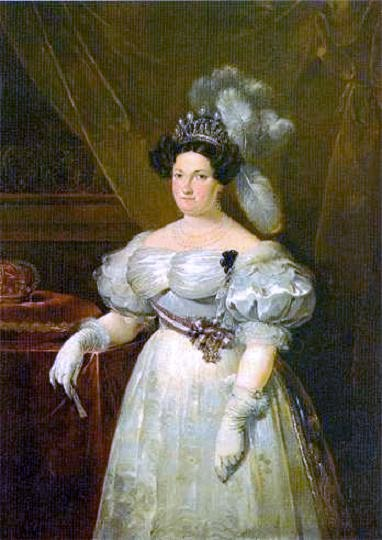
Maria Cristina di Borbone-Due Sicilie
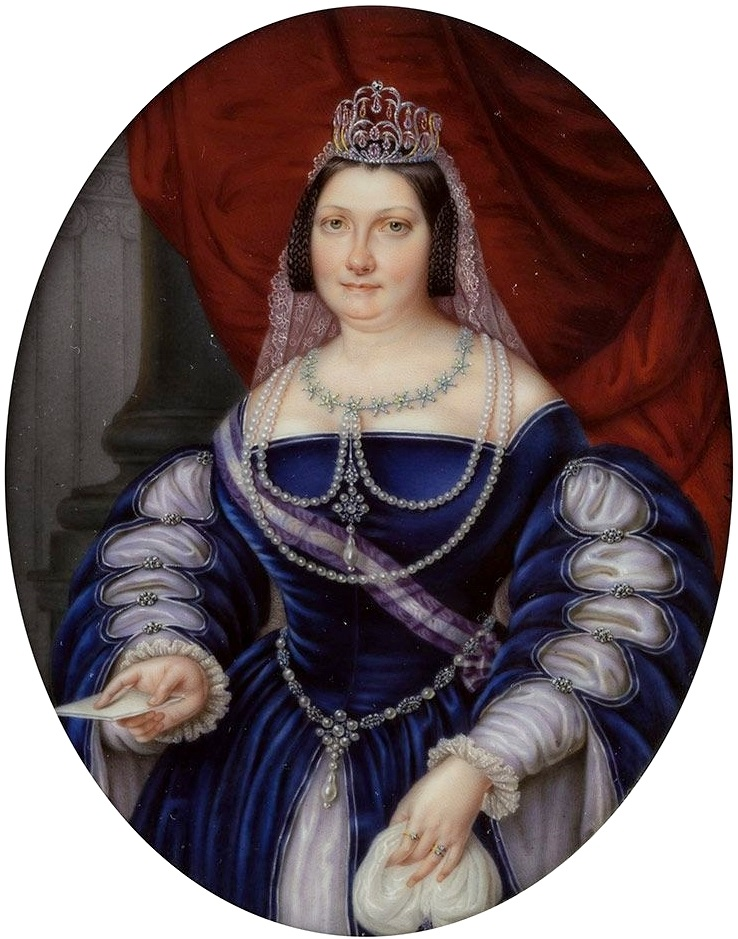
Isabella II di Spagna
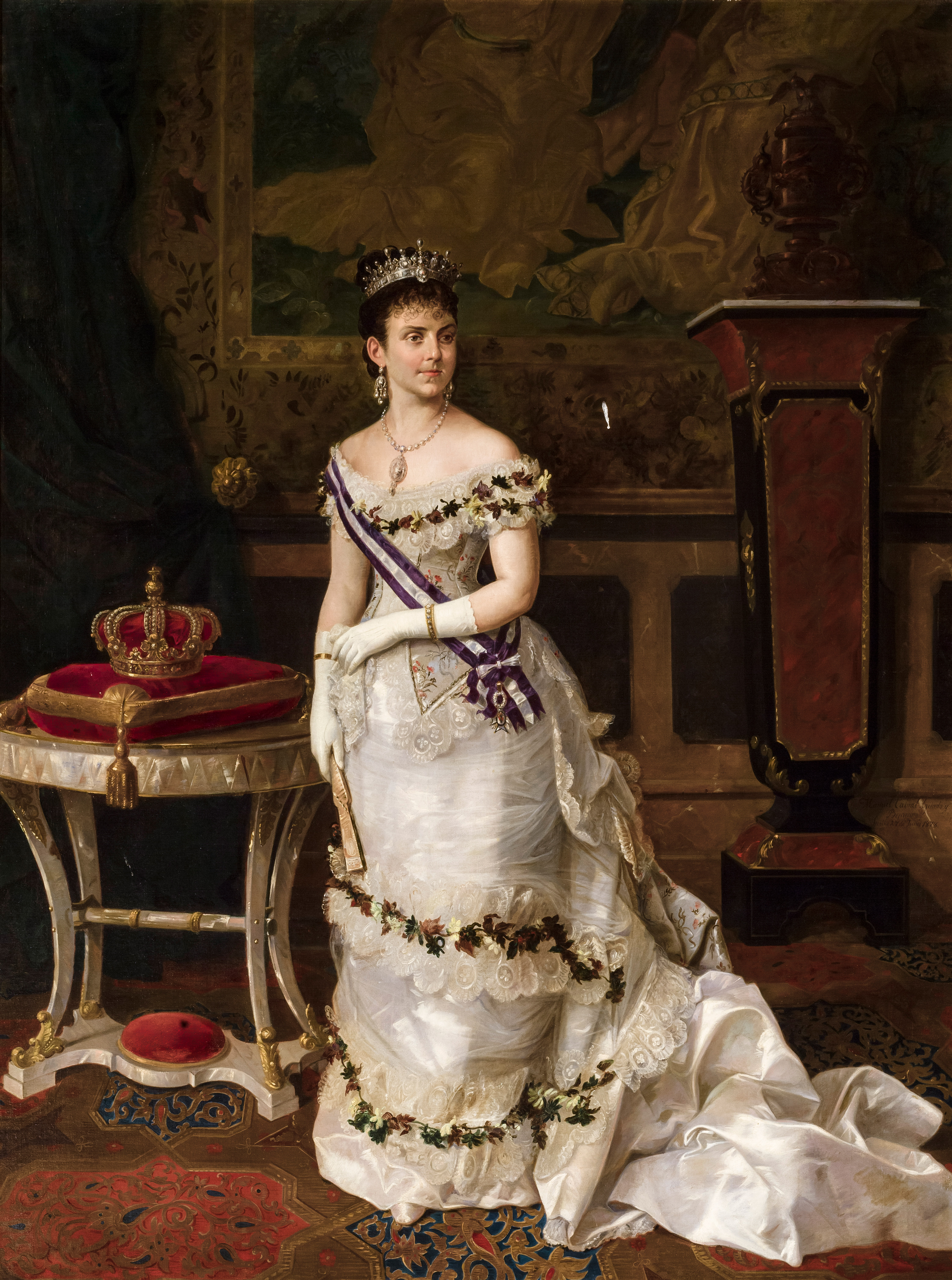
Mercedes d'Orléans
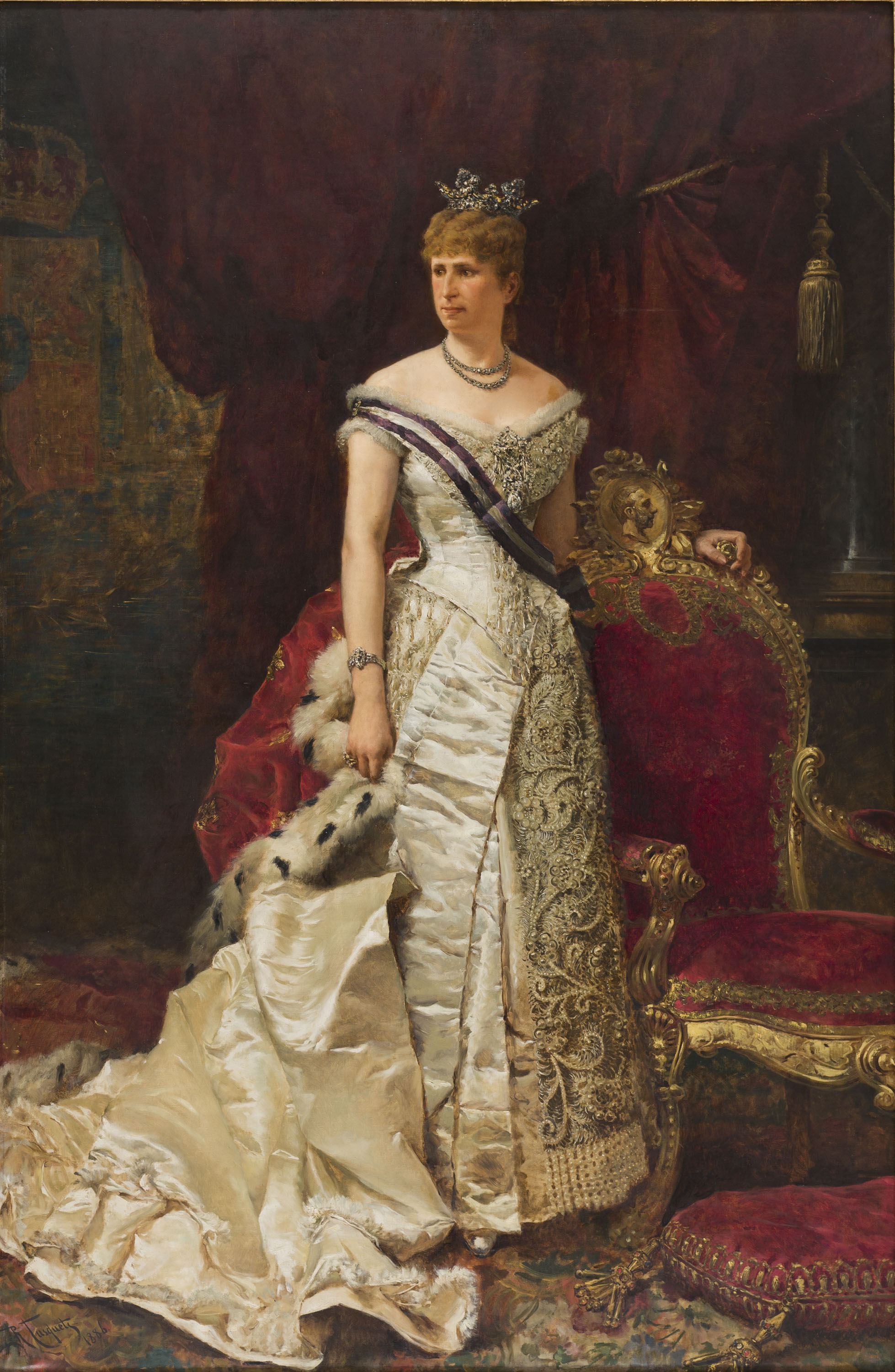
Maria Cristina d'Asburgo-Teschen (1858 - 1929)
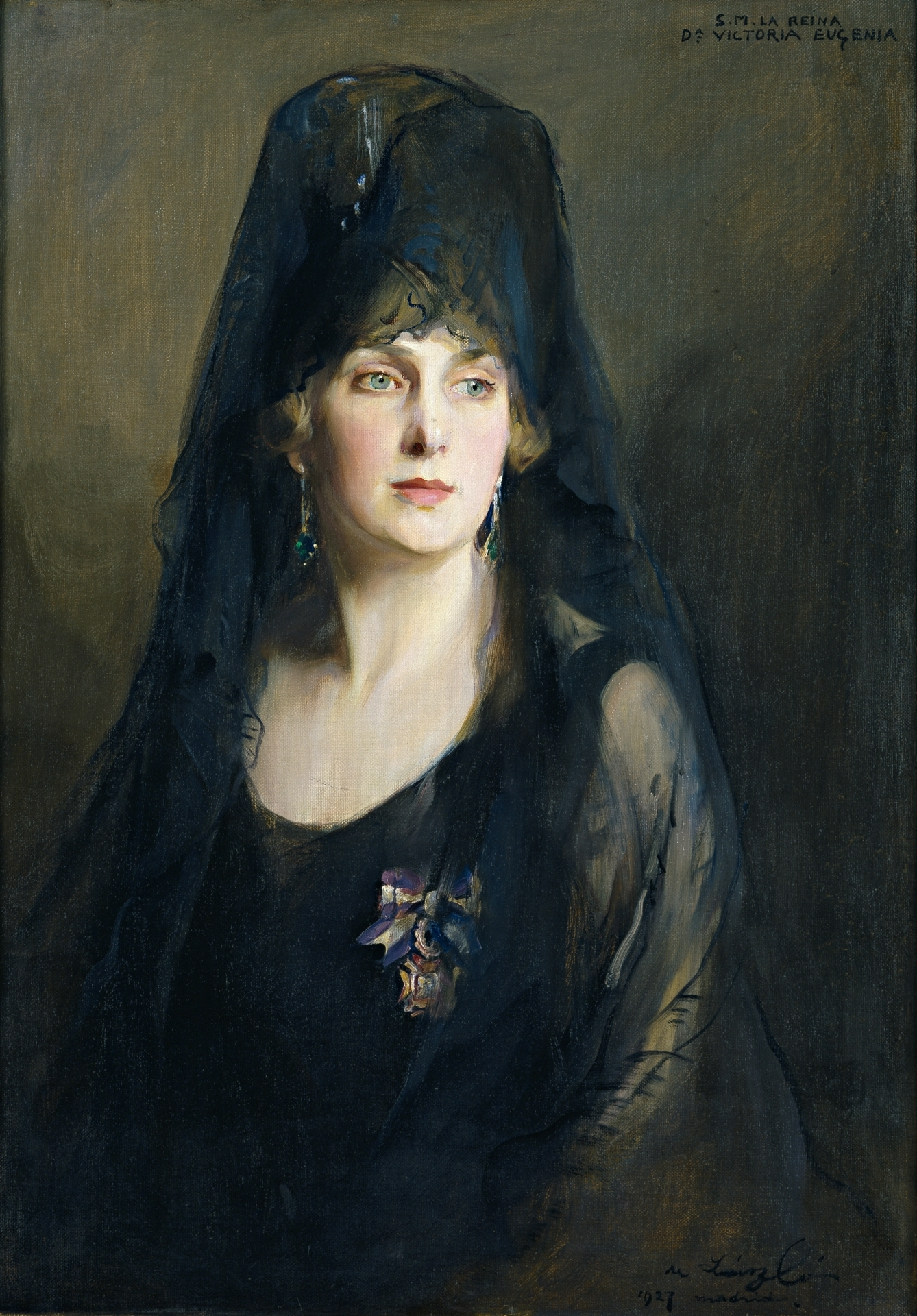
Vittoria Eugenia di Battenberg (1887-1969)
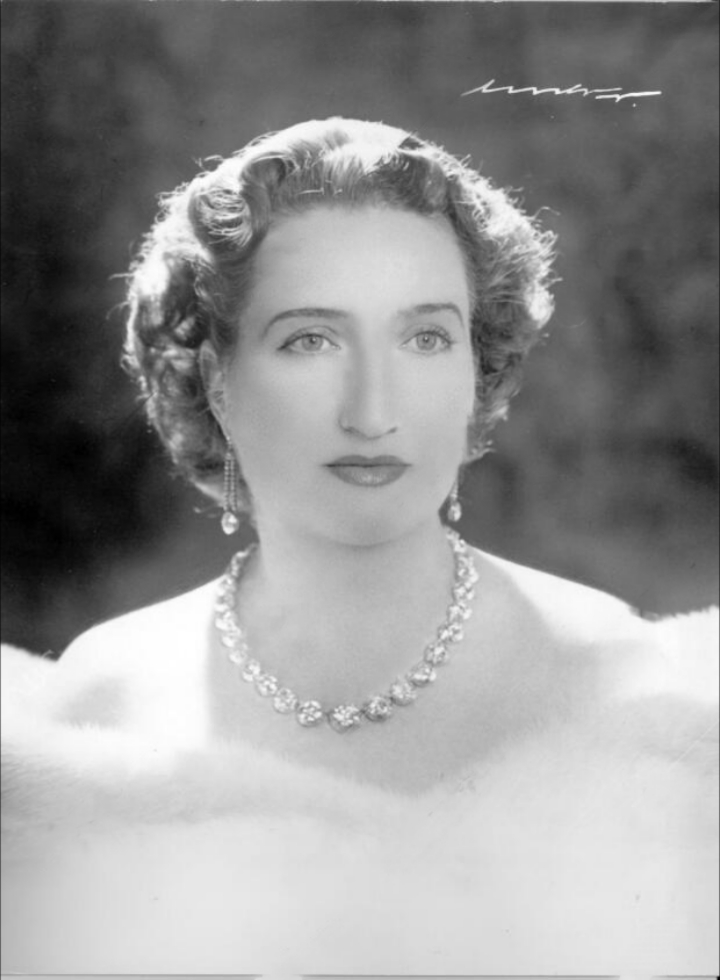
Maria Mercedes di Borbone-Due Sicilie
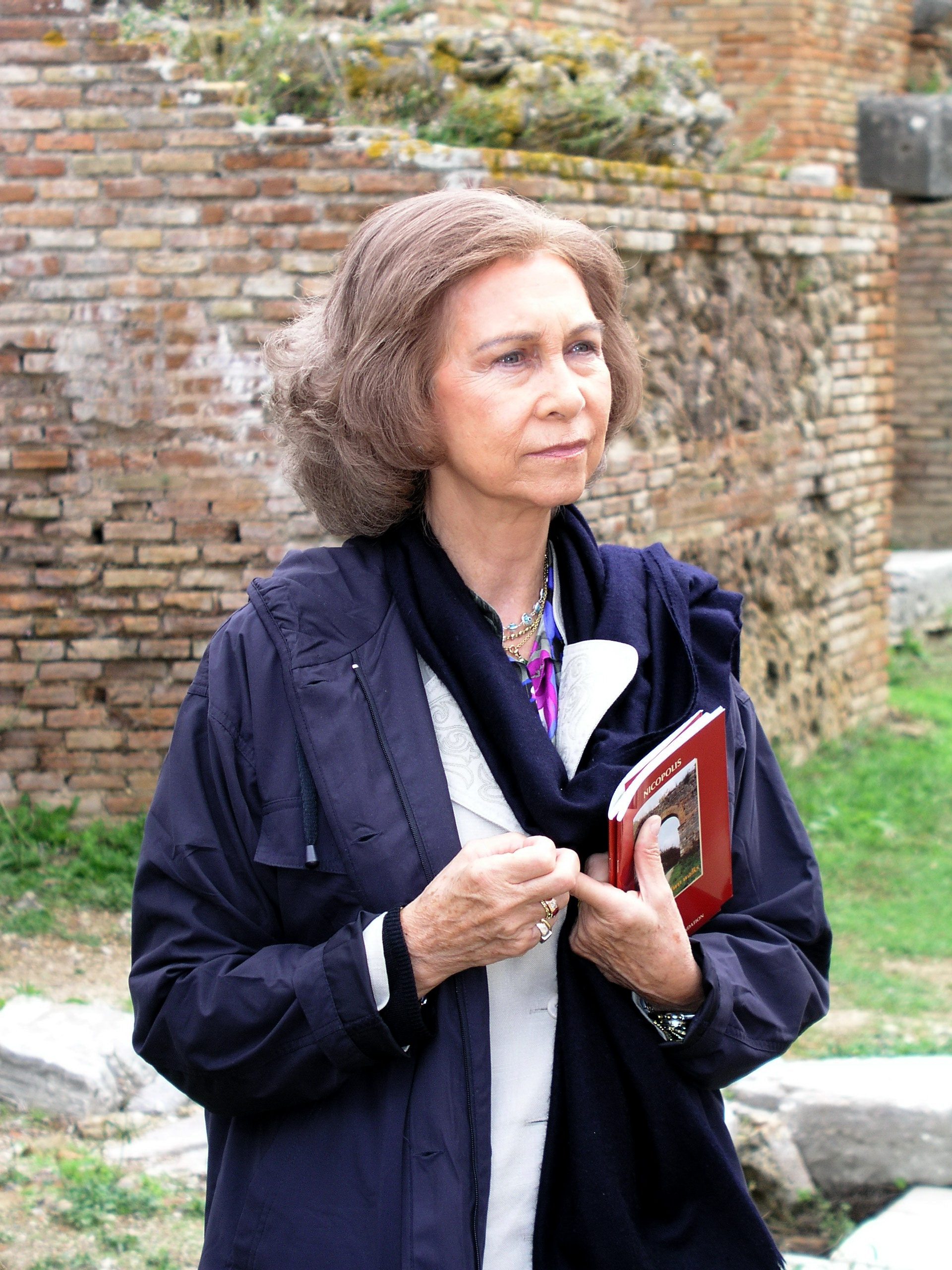
Sofia di Grecia, regina di Spagna (1975 - 2014)